# Andrzej Stupakiewicz
Andrzej Stupakiewicz (Andrei Stupakevich) (ur. 23 maja 1969 w Szczuczynie na Białorusi) – fizyk, profesor doktor habilitowany w dziedzinie nauk fizycznych. Specjalizuje się w fizyce magnetyzmu. Pracuje na Wydziale Fizyki Uniwersytetu w Białymstoku.

## Życiorys
Do szkoły średniej uczęszczał w białoruskim Grodnie (1986). W 1993 ukończył studia na Wydziale Fizyki Grodzieńskiego Uniwersytetu Państwowego im. Janki Kupały. W tym samym roku został zatrudniony w Zakładzie Fizyki Magnetyków Uniwersytetu w Białymstoku. Stopień doktorski uzyskał w warszawskim Instytucie Fizyki PAN w roku 2000 na podstawie pracy pt. Badanie efektu fotomagnetycznego w cienkich warstwach magnetycznych. Habilitował się w 2010 na podstawie oceny dorobku naukowego i rozprawy pt. Nanostruktury magnetyczne na podłożach ze złamaną symetrią translacyjną. Tytuł profesora uzyskał w 2021 roku. W swojej pracy badawczej zajmuje się takimi zagadnieniami jak: ultraszybki magnetyzm, efekty magnetooptyczne, nanomagnetyzm, zapis informacji.
Swoje prace publikował w takich czasopismach jak m.in. „Nature”, Nature Physics, Nature Communications, Nano Letters, Physical Review Letters, Applied Physics Letters.